# Sesson
Sesson (japanska: 雪村), även kallad Sesson Shūkei (雪村 周継), född 1504, död ca 1589, var en japansk zenbuddhistisk präst och en av de främsta inom tuschmåleri under den sena Muromachiperioden.

## Biografi
Sesson föddes som Satake Heizo i den av Satakeklanen styrda Hitachiprovinsen, motsvarande dagens prefektur Ibaraki. Då det var hans halvbror som väntades överta styret, valde Sesson tidigt en väg som zenbuddhistisk präst.
Han blev med tiden känd som skicklig tuschmålare. År 1542 författade han skriften Setsumon Teishi, Grundläggande råd till studenter.

Ryo Dōhin
(kinesiska: Lu Dongbin)
En av de åtta odödliga
Tusch på papper
Sesson (1500-tal)

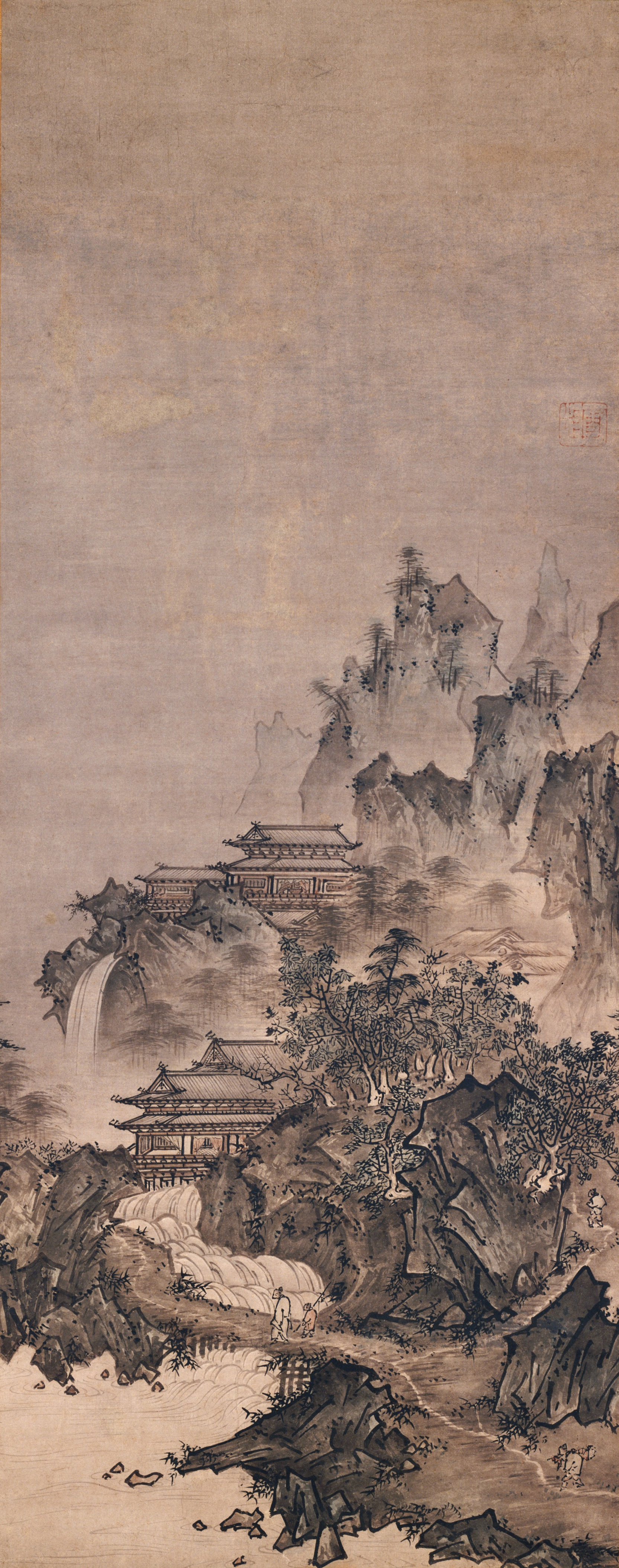
Landskap
Tusch och lätt färg på papper
Ett av Sessons tidigare verk.

I sin skrift nämner Sesson sin beundran för de verk han studerat av Sesshū (1420–1506). Det är till dennes ära han kallade sig Sesson. Hans verk har tydliga influenser av Sesshū, men han utvecklade en ovanligt individuell stil, bland annat med avsiktliga överdrifter och förvrängningar.
Från mitten av 1540-talet reste Sesson runt en hel del som präst och konstnär, framför allt i östra Japan, och lär ha fått möjlighet att studera en hel del verk av både kinesiska och japanska mästare.
År 1563 slog han sig slutligen ner i Miharu i dagens Fukushimaprefektur.
De flesta av Sessons tidiga verk är osignerade och har ofta bara sigillstämplar med namn. Med tiden blev det vanligare att han kombinerade signeringen med en sigillstämpel med namnet Shūkei, vilket lär ha varit för att hedra Shūbun (1400-talet), som även hade haft stor inverkan på Sesshū.

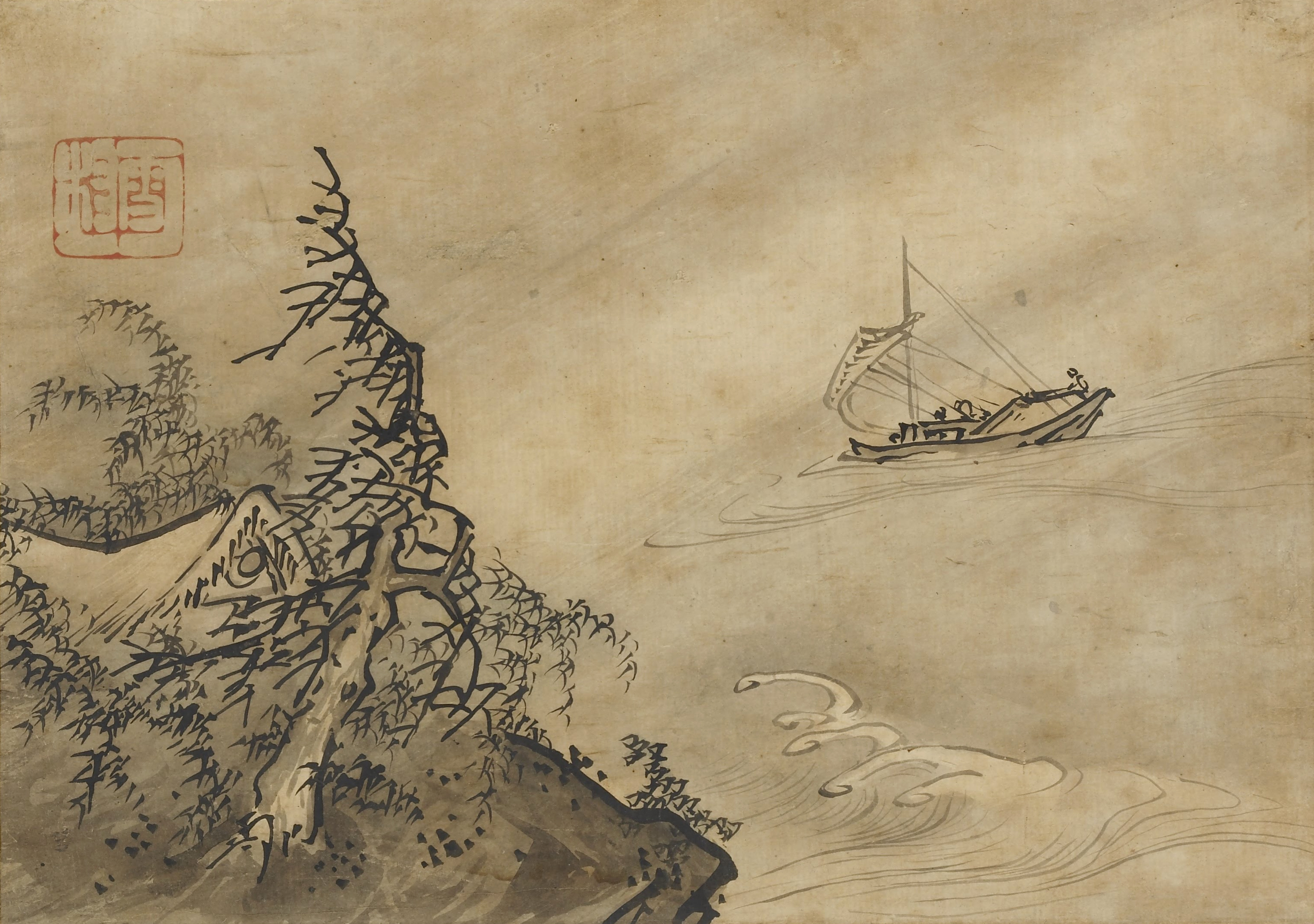
Storm
Tusch och lätt färg på papper
Sesson (1500-tal)